# 帕特南縣 (伊利諾伊州)
帕特南縣（英語：Putnam County）是美国伊利诺伊州中北部的一個縣，面積446平方公里。根據2020年美國人口普查，共有人口5,637人。縣治亨內平 (Hennepin)。它是1825年从富爾頓縣分出来的。在1825年建立时，该县是伊利诺伊州最大的县，东部直抵密歇根湖，北部与威斯康辛州接壤，包括今天伊利诺伊州北部和东北部数十个县。
該縣成立於1825年，縣名紀念七年战争和美國獨立戰爭英雄，伊斯雷尔·帕特南。

## 地理
根据美国人口普查局数据帕特南縣面积466平方公里，是伊利诺伊州最小的一个县。其中414平方公里是陆地面积，32平方公里是水域面积，水域面积占总面积的7.23%。

### 重要高速公路
- 美国州际公路180
- 伊利诺伊州高速公路18号
- 伊利诺伊州高速公路26
- 伊利诺伊州高速公路29
- 伊利诺伊州高速公路71号
- 伊利诺伊州高速公路89号

### 邻近县
- 比羅縣（西和北）
- 拉薩爾縣（东）
- 馬歇爾縣（南）

## 历史

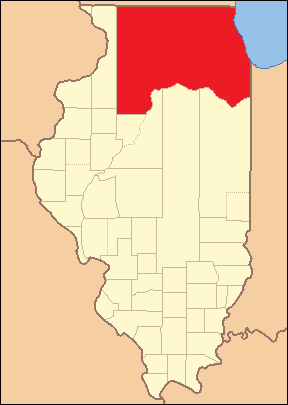
1825年建立时
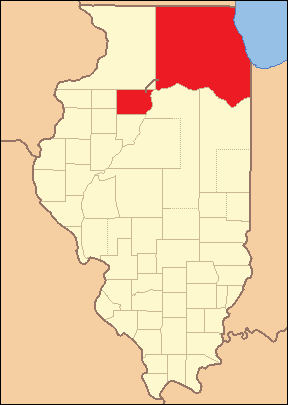
1827年至1831年被两分
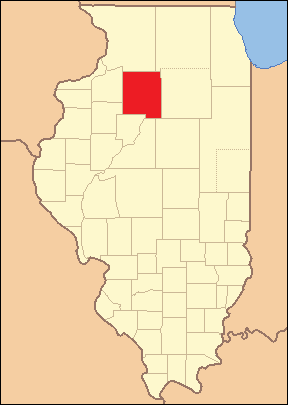
1831年至1837年的帕特南縣
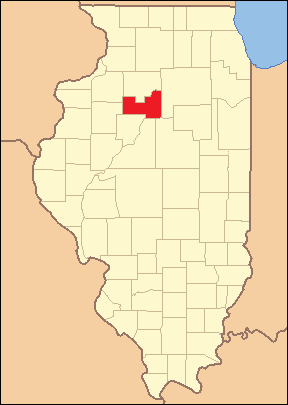
1837年至1839年的帕特南縣

## 人口
根据2000年的人口普查帕特南縣共有居民6086人，分2415个户，1748个家庭，其人口密度为每平方公里38人。其中97.62%的人为美洲白人、0.62%为非裔美国人、0.35%为美洲原住民、0.26%为亞裔美國人、0.62%为其他人中、0.53%为混血儿。西班牙后裔或其他拉丁美洲后裔的人占2.81%。德国后裔的人占26.9%、意大利后裔的人占20.0%、爱尔兰后裔的人占8.1%、波兰后裔的人占7.1%、瑞典后裔的人占5.5%。
县内的2415户人家中30.5%有18岁以下的未成年人、62.1%是结婚夫妇、7.0%是带孩子的单身妇女、27.6%不是家庭、24.6%是单身汉、12.3%有65岁以上的老年人。平均每户2.52人、家庭的平均大小为2.99人。
县内的人口结构为25.1%在18岁以下、7.0%在18至24岁之间、26.7%在25至44岁之间、25.3%在45至64岁之间、15.9%在65岁以上。平均年龄为40岁。女子对男子的性别比为100：97.7。成年人的性别比为100：96.2。

| 调查年                | 人口  | 备注 | %±     |
| --------------------- | ----- | ---- | ------ |
| 1900                  | 4,746 |      | —      |
| 1910                  | 7,561 |      | 59.3%  |
| 1920                  | 7,579 |      | 0.2%   |
| 1930                  | 5,235 |      | −30.9% |
| 1940                  | 5,289 |      | 1.0%   |
| 1950                  | 4,746 |      | −10.3% |
| 1960                  | 4,570 |      | −3.7%  |
| 1970                  | 5,007 |      | 9.6%   |
| 1980                  | 6,085 |      | 21.5%  |
| 1990                  | 5,730 |      | −5.8%  |
| 2000                  | 6,086 |      | 6.2%   |
| IL Counties 1900-1990 |       |      |        |

每户平均年收入为45,492美元，家庭的平均年收入为50,708美元。男子的平均年收入为40,938美元，女子的平均年收入为21,706美元。人均年收入为19,792美元。约4.2%的家庭和5.5%的人口生活在贫困线以下，其中包括8.8%的未成年人和3.1%的老年人。